# Tischtennis in Lettland
Tischtennis in Lettland gehört im Gegensatz zu Eishockey, Basketball und Fußball zu den Randsportarten des Landes. Von den etwa 1,8 Millionen Einwohnern spielen etwa 1200 aktiv Tischtennis (Stand 2024). Seit 2017 ist Ina Jozepsone Präsidentin.

## Geschichte
Der Lettische Tischtennisverband (Latvia Table Tennis Federation) wurde 1928 gegründet. Im gleichen Jahr wurde der Verband in den Weltverband ITTF aufgenommen. Von 1940 bis 1990 war Lettland Teil der UdSSR, also nicht selbständig, und wurde daher nicht mehr als ITTF-Mitglied geführt. 1991 wurde der Verband erneut Mitglied des ITTF.
Regelmäßig werden Individualmeisterschaften durchgeführt, für Mannschaften wird ein Ligabetrieb angeboten.
Vorsitzende nach 1990
- Anatolijs Prohorovs (bis 2017)
- Ina Jozepsone (seit 2017)[3]

## International
Bei den ersten Weltmeisterschaften landete Lettlands Herrenmannschaft drei Mal auf vorderen Plätzen: 1928 und 1929 Vierter, 1932 sogar Dritter nach Siegen u. a. über Deutschland. Bei weiteren Welt- oder Europameisterschaften kam Lettland nicht auf vordere Ränge. Außerdem nahm Matīss Burģis 2012 an den Olympischen Spielen teil, schied aber frühzeitig aus. Weitere internationale Erfolge sind bisher (2025) nicht bekannt.

## Auslandseinsätze
Nur wenige Spitzenspieler traten bei ausländischen Klubs, vorwiegend im deutschsprachigen Raum, an. Einige Beispiele:
| Name               | Zeit      | Vereine                   |
| ------------------ | --------- | ------------------------- |
| Natālija Kļimanova | 2019–2022 | TTK Großburgwedel (2. BL) |

| Name              | Zeit      | Vereine                                                                |
| ----------------- | --------- | ---------------------------------------------------------------------- |
| Matīss Burģis     | seit 2007 | TTC Zugbrücke Grenzau (BL), Post SV Mühlhausen (BL), TTC Wil (Schweiz) |
| Sandijs Vasiljevs | 2006      | Post SV Mühlhausen (BL)                                                |
| Artūrs Reinholds  | 2010      | TSV Brunsbüttel (Oberliga)                                             |